# Soustons
Soustons – miejscowość i gmina we Francji, w regionie Nowa Akwitania, w departamencie Landy.
Według danych na rok 1990 gminę zamieszkiwały 5283 osoby, a gęstość zaludnienia wynosiła 53 osób/km² (wśród 2290 gmin Akwitanii Soustons plasuje się na 78 miejscu pod względem liczby ludności, natomiast pod względem powierzchni na miejscu 35).